# Association internationale des études byzantines
Association internationale des études byzantines (AIEB) (ang: International Byzantine Association; grec.: Διεθνής Ένωση Βυζαντινών Σπουδών) – międzynarodowe stowarzyszenie założone w 1948 w Paryżu przez narodowe komitety bizantynologiczne.

## Obecne władze
- Obecny przewodniczący: John Haldon
- Wiceprzewodniczący: Juan Signes Codoñer
- Skarbnik: Béatrice Caseau
- Zastępca skarbnika: Vincent Déroche
- Sekretarz: Athanasios Markopoulos
- Zastępca sekretarza: Taxiarchis Kolias

## Dawne władze
- Założyciel: Paul Lemerle
- Honorowi przewodniczący: Hélène Ahrweiler, Cyril Mango
- Byli przewodniczący: Gilbert Dagron, Johannes Koder, Ihor Ševčenko, Dionisios Zakitinos, Judith Herrin
- Byli wiceprzewodniczący: Robert Browning, Karsten Fledelius, Antonio Garzya, Athanasios Kambylis, Gennadij Litavrin, Ljubomir Maksimovič, Marie Nystazopoulou-Pelekidou, Emilian Popescu, Nancy Ševčenko, Jean-Pierre Sodini

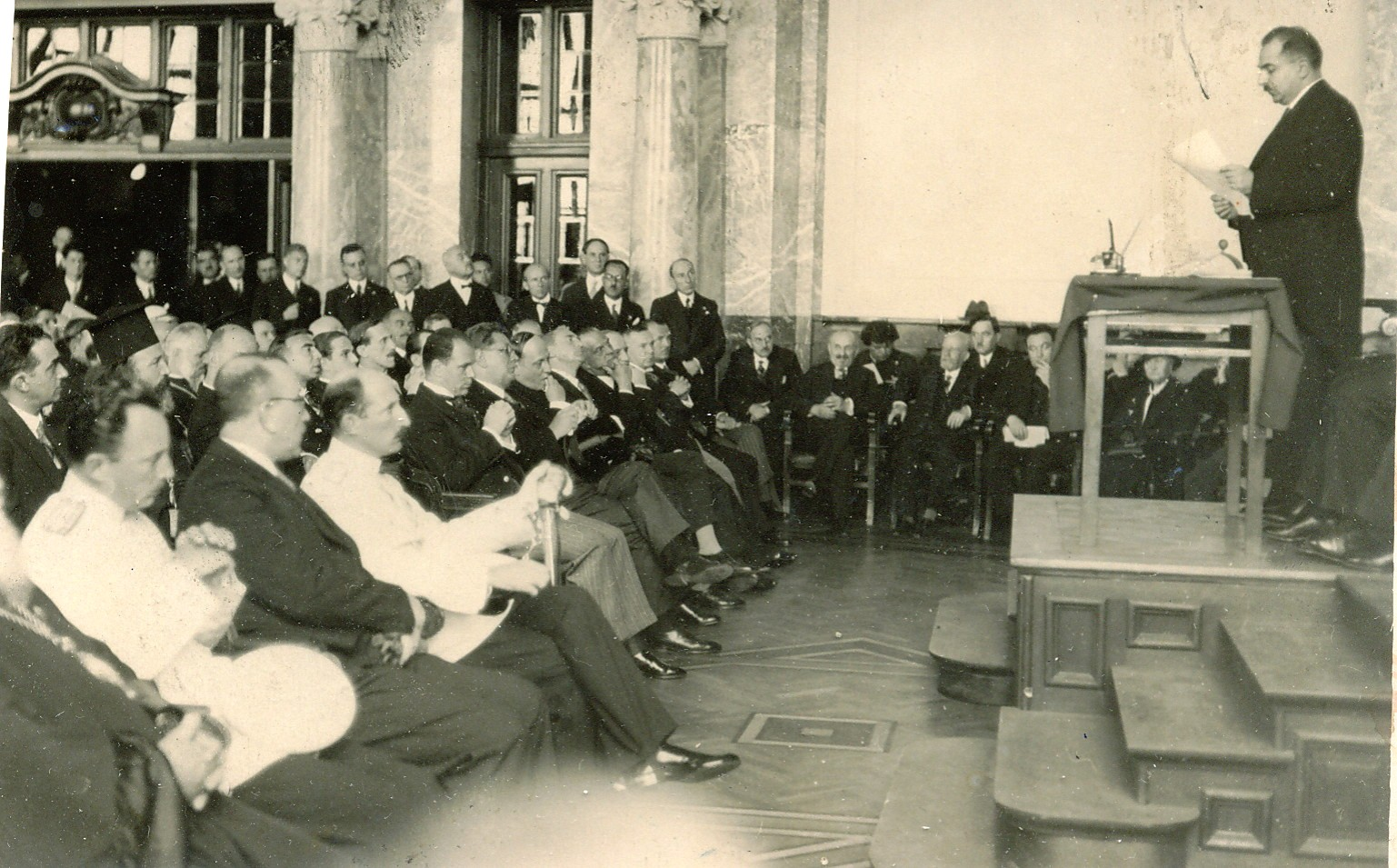
Otwarcie IV Międzynarodowego Kongresu Bizantynologicznego w Sofii, 9 września 1934

## Kongresy bizantynologiczne
- I Bukareszt 14-20 kwietnia 1924
- II Belgrad 11-16 kwietnia 1927[1].
- III Ateny 12-18 października 1930
- IV Sofia 9-15 września 1934[2].
- V Rzym 20-26 września 1936
- VI Paryż 27 lipca-2 sierpnia 1948
- VII Bruksela 4-15 sierpnia 1948
- VIII Palermo 3-10 kwietnia 1951
- IX Saloniki 12-19 kwietnia 1953
- X Stambuł 15-21 września 1955
- XI Monachium 15-20 września 1958[3].
- XII Ochryda 10-16 września 1961
- XIII Oksford 5-10 września 1966[4].
- XIV Bukareszt 6-12 września 1971
- XV Ateny 5-11 września 1976[5].
- XVI Wiedeń 4-9 października 1981[6].
- XVII Waszyngton 3-8 sierpnia 1986
- XVIII Moskwa 8-15 sierpnia 1991[7].
- XIX Kopenhaga 18-24 sierpnia 1996
- XX Paryż 19-25 sierpnia 2001
- XXI Londyn 21-26 sierpnia 2006
- XXII Sofia 22-27 sierpnia 2011[8].
- XXIII Belgrad 22-27 sierpnia 2016[9].
- XXIV Stambuł sierpień 2021